# Космически център Джон Ф. Кенеди
Космическият център „Джон Ф. Кенеди“ (на английски: John F. Kennedy Space Center, KSC) е  на НАСА и един от десетте полеви центъра на космическата агенция. Намира се на остров Мерит, в близост до Кейп Канаверал, щата Флорида, САЩ. От декември 1968 година, КЦК (Космически Център Кенеди) е основната пускова площадка за изстрелване на космически полети на НАСА. Изстрелването на мисиите Аполо, Скайлаб и Спейс Шатъл става от Пускови Комплекс 39 на Космическия център, а управлението на полетите от КЦК. Разположен на източното крайбрежие на щата Флорида, КЦК е в близост до Военновъздушна база Кейп Канаверал (англ. Cape Canaveral Air Force Station, CCAFS). Ръководствата на двете единици работят заедно, споделят ресурси и дори притежават някои съоръжения на територията на другата единица.
На територията на Космическия център от около 144 000 акра (580 км2) има около 700 постройки. Сред уникалните сгради на територията на центъра са високата 160 метра „Vehicle Assembly Building“, която държи рекорда за най-големи врати в света, Пусковият Контролен Център, както и сградата, в която се намират общежитията на астронавтите, и 4.8 километровата писта за приземяване на совалки.

## Комплекс за посетители
Комплексът за посетители на космическия център Кенеди се управлява от Корпорацията на компаниите на Северен Делауеър. Този комплекс съчетава музеи, два IMAX театъра и разнообразие от автобусни обиколки, позволяващи на посетителите да разгледат различни затворени места, до които иначе би било невъзможно да се стигне. Основната такса за хора над 12 години е 50 долара. Тази цена включва обиколка с автобус до затворени места за разглеждане на наземните станции за проследяване на стартови комплекс №39 и пътуване до центъра „Аполо-Сатурн V“. Прегледът на станциите за проследяване включва разходка из двете стартови площадки и цялото имущество на Космическия център. Центърът „Аполо-Сатурн V“ е огромен музей, изграден около най-ценния експонат – реконструираната ракета-носител Сатурн V и други експонати, свързани с космоса, като капсулата Аполо. Двете широкоформатни кина позволяват на посетителите да изпитат фрагменти от програмата Аполо. Единият филм симулира изстрелването на Аполо, а другият симулира кацането на космическия кораб Аполо 11. Обиколката включва и посещение на сградата, в която се тестват модули за Международната космическа станция.
Комплексът за посетители включва и две структури, открити от Мемориалната фондация на астронавтите. Най-забележителният от тях е Паметникът на космическото огледало, известен също като „Мемориала на астронавтите“, който представлява огромно черно гранитно огледало, гравирано с имената на всички астронавти, загинали по време на работа. Тези имена са постоянно осветени с естествена светлина, когато има такава, и с изкуствена светлина, когато е необходимо. На територията на посетителския комплекс има образователен център, който има информация за тези, които искат да научат за повече за космоса.

## Центърът днес
До юли 2011 г. космическият център Кенеди е мястото за изстрелване на Спейс Шатъл, използващи повторно комплекс 39 с инфраструктурата на програмата Аполо. Първото изстрелване е на совалката Колубмия на 12 април 1981 г. Центърът е и място за кацане на орбитални совалки – има писта за кацане с дължина 4,6 km. Въпреки това, първите кацания на совалки, завръщащи се от своите мисии, не кацат в КЦ „Кенеди“ докато на 11 февруари 1984 г. Чалънджър завършва мисията STS-41B. Първото място за кацане дотогава е военновъздушната база Едуардс в Калифорния. До септември 1988 г. са извършени 25 полета с голяма пауза между 28 януари 1986 г. и 29 септември 1988 г. след катастрофата на Чалънджър (която е първата совалка, изстреляна от площадка 39B).
През септември 2004 г. част от космическия център Кенеди е повреден от урагана Франсис. Вертикалната монтажна сграда губи хиляда външни панела с приблизителни размери 1,2 на 3,0 m. Това застрашава елементи от сградата от 3700 m². Унищожаване получават и райони на юг и изток от сградата. Покривът е частично откъснат, а вътрешността е силно повредена от водата. През октомври 2005 г. ураганът Уилма също нанася щети на Центъра.

## Директори
Десет служители на НАСА, включително трима бивши астронавти, са заемали поста на директор на Космическия Център Кенеди:
| Име                   | Начало            | Край             | Източник |
| --------------------- | ----------------- | ---------------- | -------- |
| Кърт Х. Дебъс         | юли 1962          | ноември 1974     | [ 4 ]    |
| Лий Р. Шерер          | 19 януари 1975    | 2 септември 1979 | [ 5 ]    |
| Ричард Г. Смит        | 26 септември 1979 | 2 август 1986    | [ 6 ]    |
| Форест С. Маккартни   | 31 август 1987    | 31 декември 1991 | [ 7 ]    |
| Роберт Л. Крипен      | януари 1992       | януари 1995      | [ 8 ]    |
| Джей Ф. Хъникът       | януари 1995       | 2 март 1997      | [ 9 ]    |
| Рой Д. Бриджес младши | 2 март 1997       | 9 август 2003    | [ 10 ]   |
| Джеймс В. Кенеди      | 9 август 2003     | януари 2007      | [ 11 ]   |
| Уилям В. Парсънс      | януари 2007       | октомври 2008    | [ 12 ]   |
| Роберт Д. Кабана      | октомври 2008     | понастоящем      | [ 13 ]   |